# Pleumoxis
Els pleumoxis (en llatí: Pleumoxii) van ser un poble celta que estava sota domini dels nervis (Nervii) esmentat per Juli Cèsar. El seu territori no s'ha pogut determinar tot i que havia d'estar proper al dels nervis.
Després de la victòria a la batalla del Jeker l'any 54 aC, Ambiòrix va aconseguir el seu suport, amb el dels atuàtucs, dels nervis, del ceutrons, dels grudis, dels levacs, i dels geidunni, per assetjar el campament de Quint Tul·li Ciceró i la seva legió a l'oppidum de Namur, però els romans els van derrotar.